# Domènec de Guzmán
Domènec de Guzmán, Sant Domènec, (Caleruega, 1170 - Bolonya, el 6 d'agost 1221), fundador de l'Orde dels Predicadors també coneguts com a Dominics. Va ser un ferm baluard de l'Església Catòlica, que el va canonitzar. Actualment la seva festa és el 8 d'agost.

## Biografia
Els seus pares van ser el noble cavaller Félix Núñez de Guzmán i de la noble dama Juana Garcés (dita comúnment Juana de Aza, beatificada el 1828), els quals eren parents propers dels reis de Castella i Lleó, Aragó, Navarra, Portugal, i d'altres regnes d'Europa, i descendien dels comtes fundadors de Castella. Va tenir dos germans, Antonio i Manés.
Dels set als catorze anys (1177-1184), sota la preceptoria del seu oncle l'Arxipreste de Gumiel de Izán don Gonzalo Garcés (dit comunament Gonzalo de Aza), va rebre acurada formació moral i cultural. En aquest temps, transcorregut majoritàriament a Gumiel de Izán (Burgos), va despertar la seva vocació cap a l'estat eclesiàstic. Dels catorze als vint-i-vuit anys (1184-1198) va viure a Palència; sis cursos estudiant Arts (Humanitats superiors i Filosofia); quatre, Teologia; i uns altres quatre com a professor de l'Estudi General de Palència.
En acabar la carrera d'Arts, el 1190, ordenat sacerdot, esdevingué sotsprior del capítol dels canonges regulars d'Osma. Va ser l'any 1191, ja a Palència, quan en un gest de caritat ven els seus llibres, per alleugerir els pobres de la gana que assolava Castella. En concloure teologia, l'any 1194, és nomenat regent de la Càtedra de Sagrada Escriptura en l'Estudi de Palència.
En finalitzar els seus quatre cursos de Docència i Magisteri Universitari, amb vint-i-vuit anys, el bisbe li encomana la presidència de la comunitat de canonges i del govern de la diòcesi en qualitat de vicari general.
El 1205, per encàrrec del seu parent, el rei Alfons VIII de Castella, acompanya el bisbe d'Osma, Diego de Azevedo, com a ambaixador extraordinari per a concertar a la cort danesa el casament del príncep Ferran. Amb aquest motiu, va haver de fer nous viatges, sempre acompanyant el bisbe Diego a Dinamarca i Roma, en els quals decidí el seu destí amb vocació missionera.

### Sant Domènec i el catarisme
Alguns dels elements que posaran en marxa la Reforma són ja presents en aquesta època. La riquesa de l'Església, en particular, és escandalosa en certs medis cristians que acaben sent seduïts per les idees dels càtars.
Fins a la darreria del segle xii, els papes havien intentat tractar el fenomen basant-se en dues accions: campanyes militars portades per bisbes amb victòries sagnants que no portaven enlloc i prèdiques fetes pels cistercencs amb sant Bernat al front, com per exemple a Albi el 1145, també sense resultat.
L'Església no sap, en aquesta època, parlar al poble, els teòlegs amb la seva vasta cultura religiosa no arriben a la gent pobre. L'heretgia és finalment condemnada el 1184, confonent els dos moviments.
En les seves anades i vingudes a través de França va conèixer els legats i predicadors tramesos per Innocenci III per convertir els albigesos. D'acord amb el papa, l'any 1206, en acabar les ambaixades, s'estableix al Llenguadoc com a predicador de la veritat entre els càtars. Refusa els bisbats de Coserans, Besiers i Comenges, per als quals havia estat elegit canònicament.

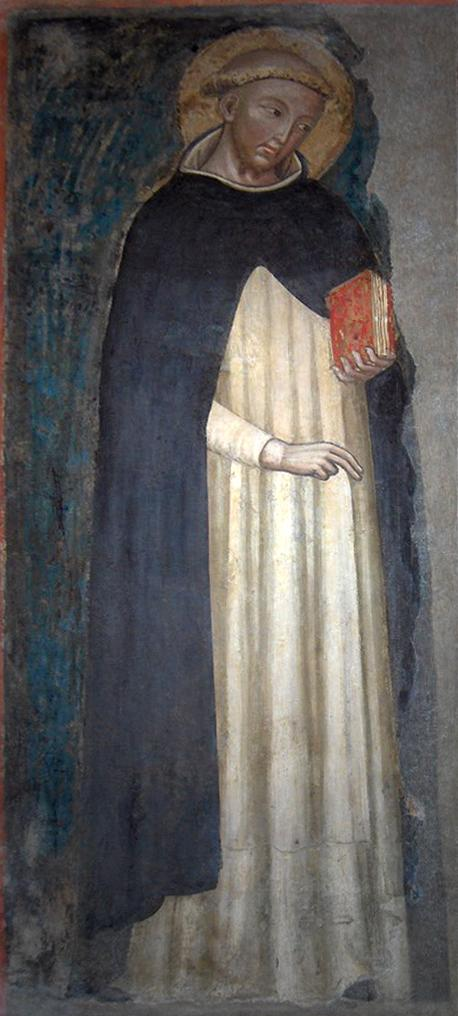
Fresc del s. XIV a S. Domenico (Bolonya): és la imatge més antiga conservada del sant
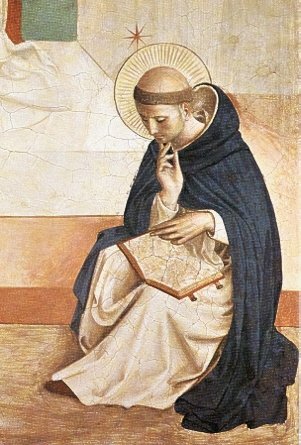
Sant Domènec de Guzmàn pintat per Fra Angelico (Florència, S. Marco)
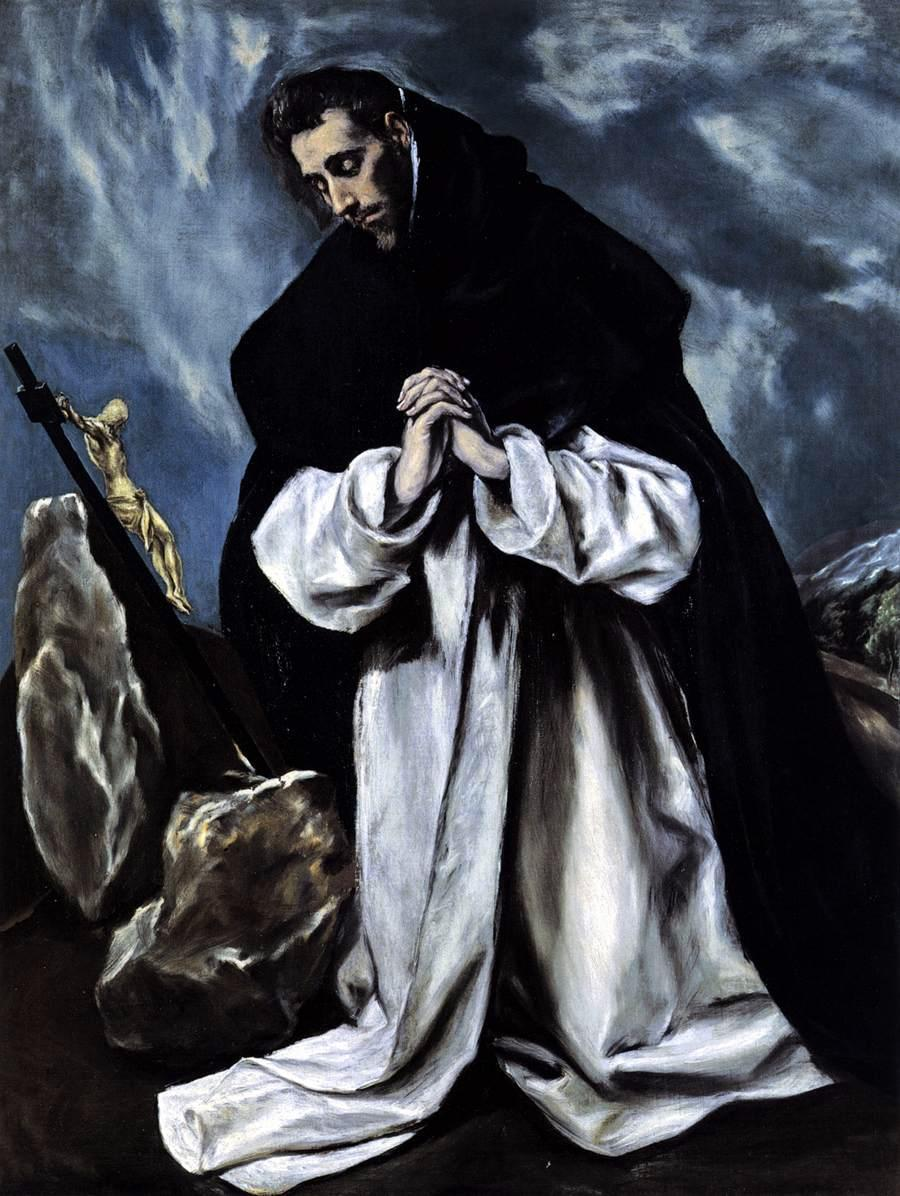
Pintura del Greco, 1590 ca.
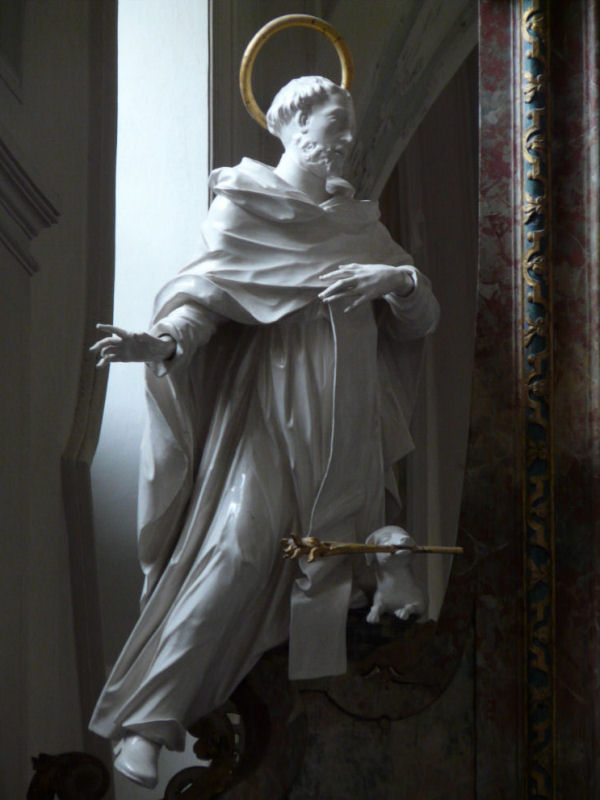
Escultura del s. XVIII a Ochsenhausen (Alemanya)

L'assassinat del legat del papa, el cistercenc Pere de Castellnou, imputat a Ramon VI de Tolosa, va posar en marxa el 1209 la croada contra els albigesos i els dominics segueixen els croats als llocs conquerits per intentar de convertir-los. És llavors que Domènec descobreix la vocació de predicador. Tanmateix, el seu missatge condescendent passa malament amb aquesta gent austera que viu en la major indigència. Aleshores Domènec va optar per a la pobresa voluntària i posar-se a llur nivell per entendre'ls millor. Té la inspiració de desposseir-se de les càrregues de l'Església tradicional i fa la tria de viure pobrament, s'imposa una disciplina rigorosa i estudia millors arguments per arribar al poble.

### Els dominics

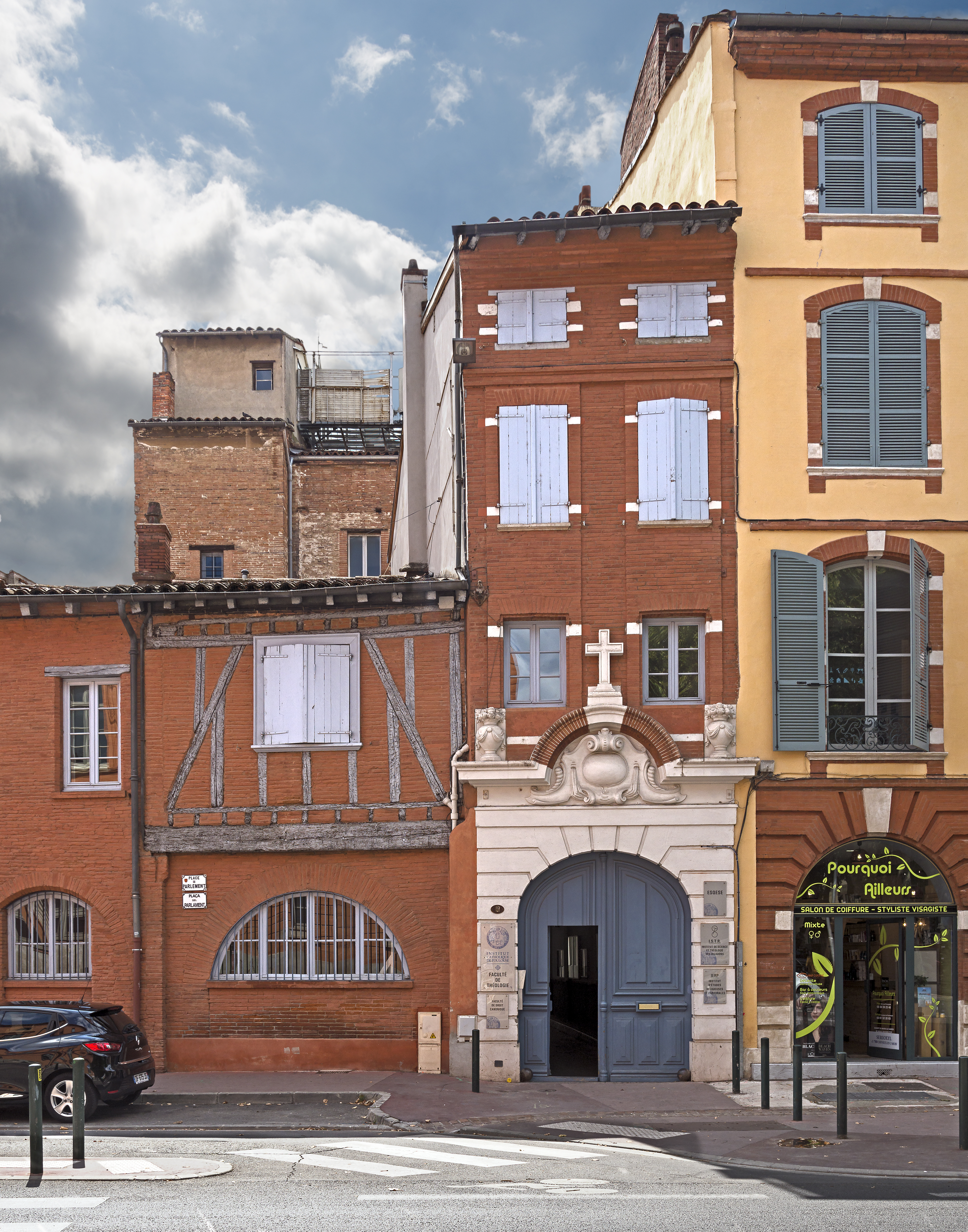
La casa de Sant Domènec a Tolosa.

Per competir amb una institució càtara comparable, el 1208 la casa de monges de Prolha (prop de Tolosa) sota la regla agustiniana. Després de la croada contra els albigesos (1209-1213), decidí de fundar, amb sis companys (entre ells Pedro Sella i Tomàs de Tolosa), una petita comunitat de predicadors a Tolosa. El setembre del mateix any, torna a fer un segon viatge a Roma, acompanyant Folquet, el bisbe de Tolosa, per assistir al concili del Laterà i sol·licitar del papa l'aprovació del seu orde, com a organització religiosa de canonges regulars.
El 22 de desembre de 1216, amb l'aprovació del papa Honori III rep la butlla Religiosam Vitam per la qual confirma l'Orde dels Frares Predicadors.
L'any següent retorna a França i durant l'agost dispersa els seus frares: n'envia quatre a Espanya i tres a París, i ell decideix anar a Roma. Allí es manifesta el seu poder taumatúrgic amb nombrosos miracles i s'incrementa de manera extraordinària el nombre dels seus frares. Mesos després enviarà els primers frares a Bolonya. A la segona meitat de 1218 torna a Castella on visitarà Segòvia, Madrid i Guadalajara.
Per mandat del papa Honori III, en un cinquè viatge a Roma, reuneix al convent de Sant Sixt les monges disperses pels diferents monestirs de Roma, per obtenir per als frares el convent i l'església de Santa Sabina. A la festa de Pentecosta del 1220 assisteix al primer capítol general de l'orde, celebrat a Bolonya. Allà redacta la segona part de les constitucions. Un any després, al següent capítol, també a Bolonya, acordarà la creació de vuit províncies. Amb l'orde ja perfectament estructurat i més de seixanta comunitats actives, esgotat físicament va morir després d'una malaltia d'unes setmanes el 6 d'agost de 1221, als cinquanta-un anys, al convent de Bolonya. Les restes hi van ser enterrades i, després, instal·lades en un sepulcre esculpit per diversos artistes, conegut com a Arca de sant Domènec. Fou succeït al davant de l'orde per Jordà de Saxònia, que n'escrigué la primera biografia.

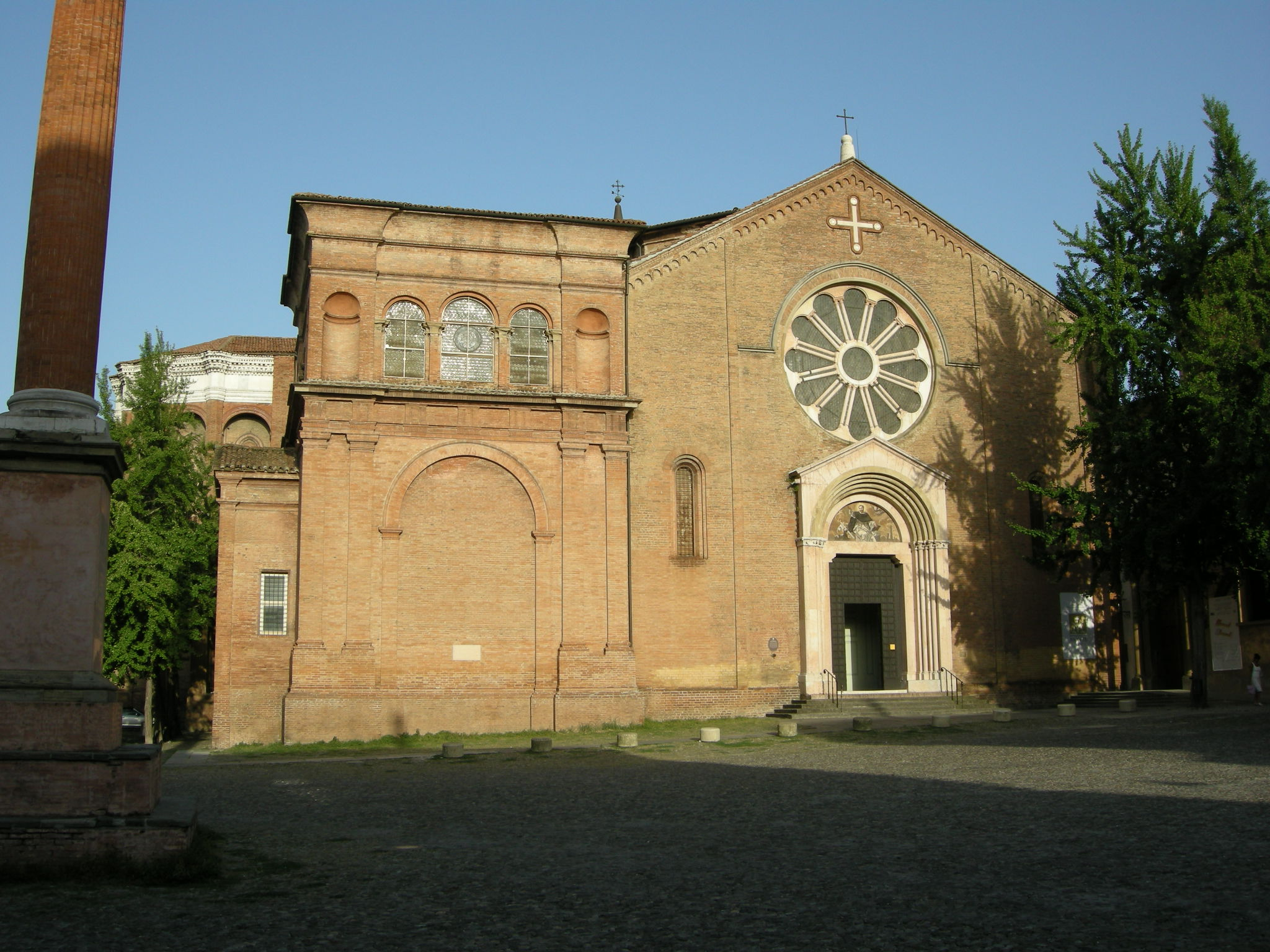
San Domenico de Bolonya, on hi ha l'enterrament del sant
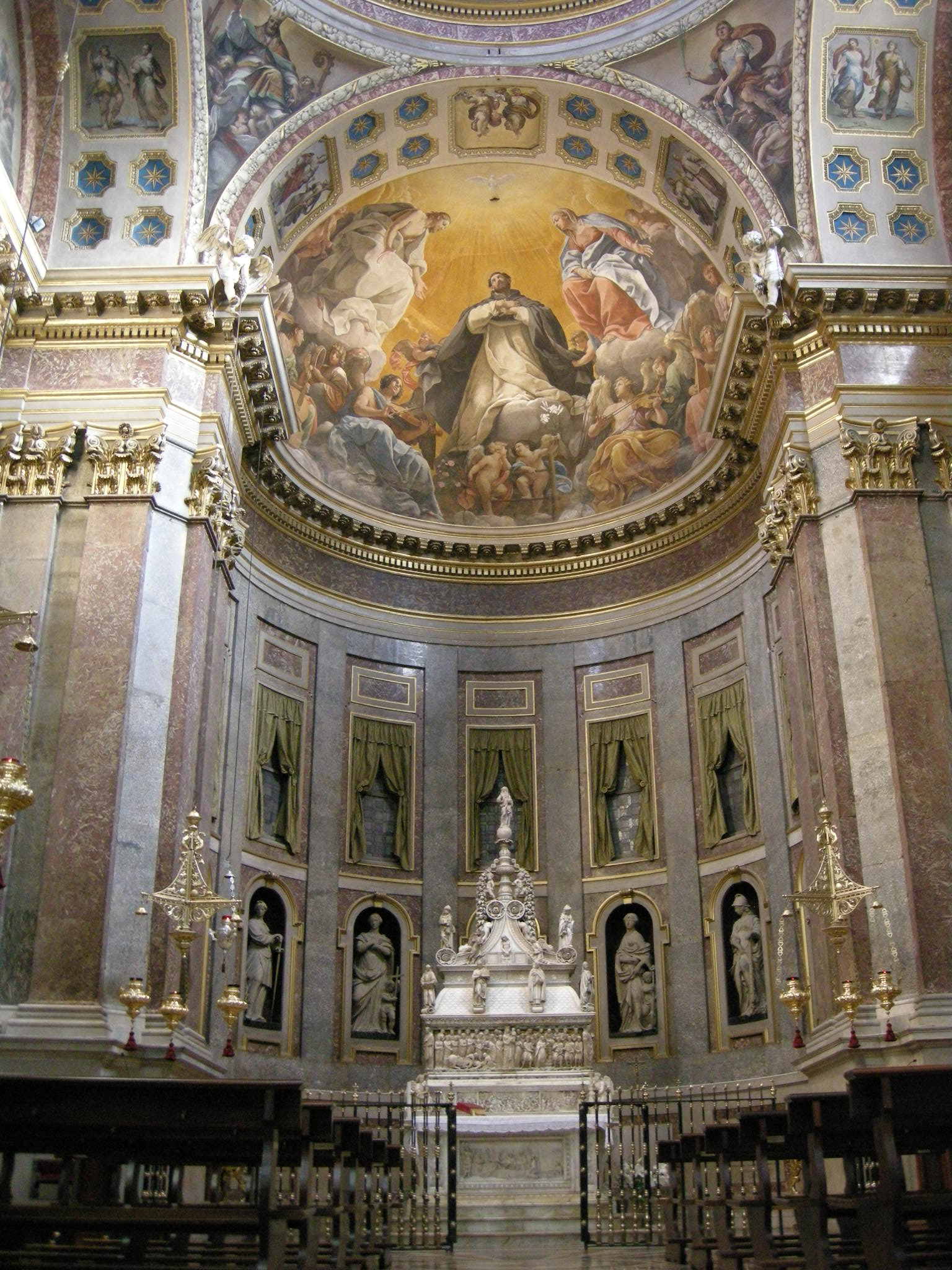
Capella de l'Arca, a San Domenico (Bolonya), amb la tomba del sant i un fresc de Guido Reni
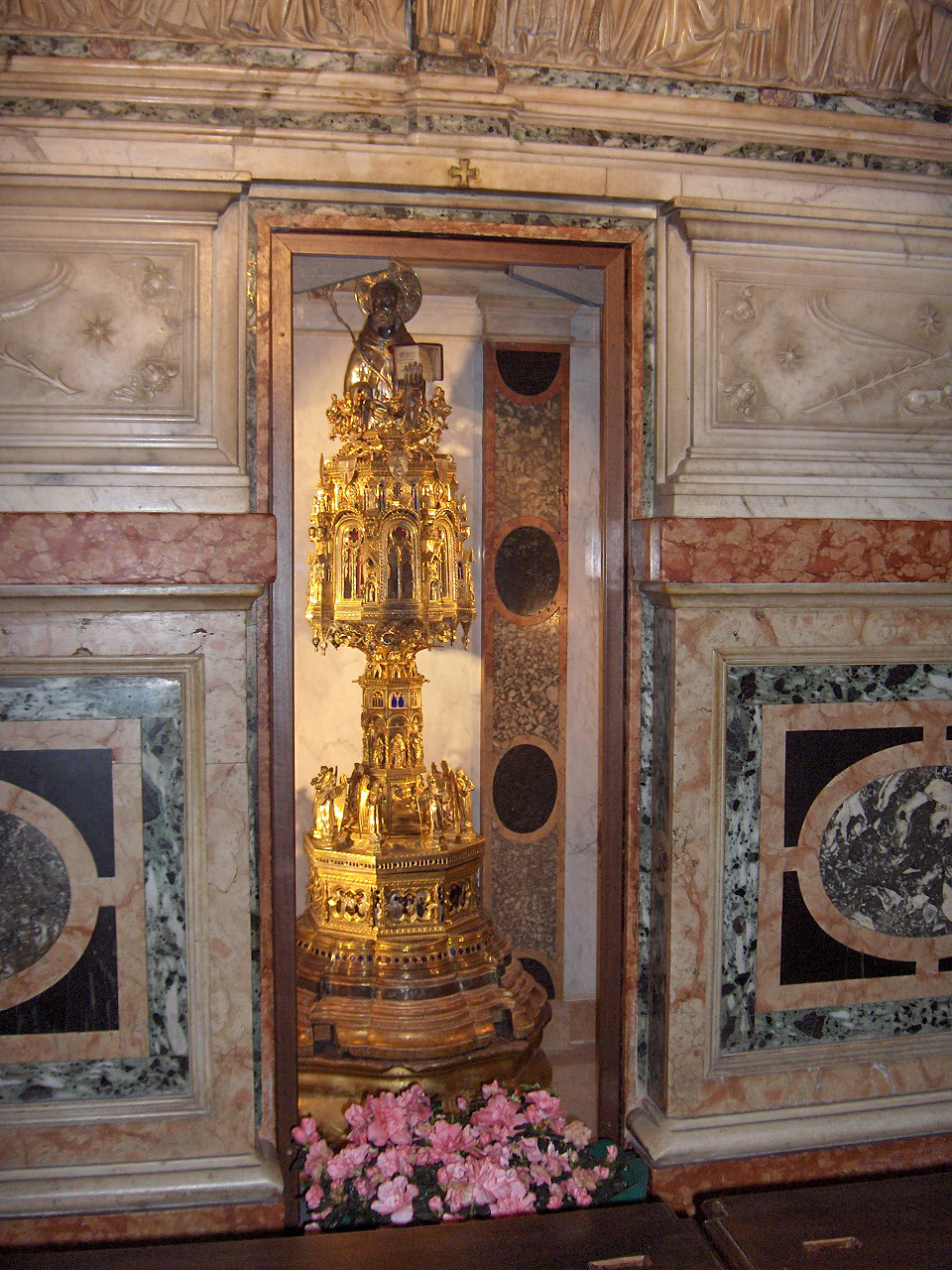
Reliquiari del cap de Sant Domènec, a la Capella de l'Arca, per Jacopo Rosetto, 1383
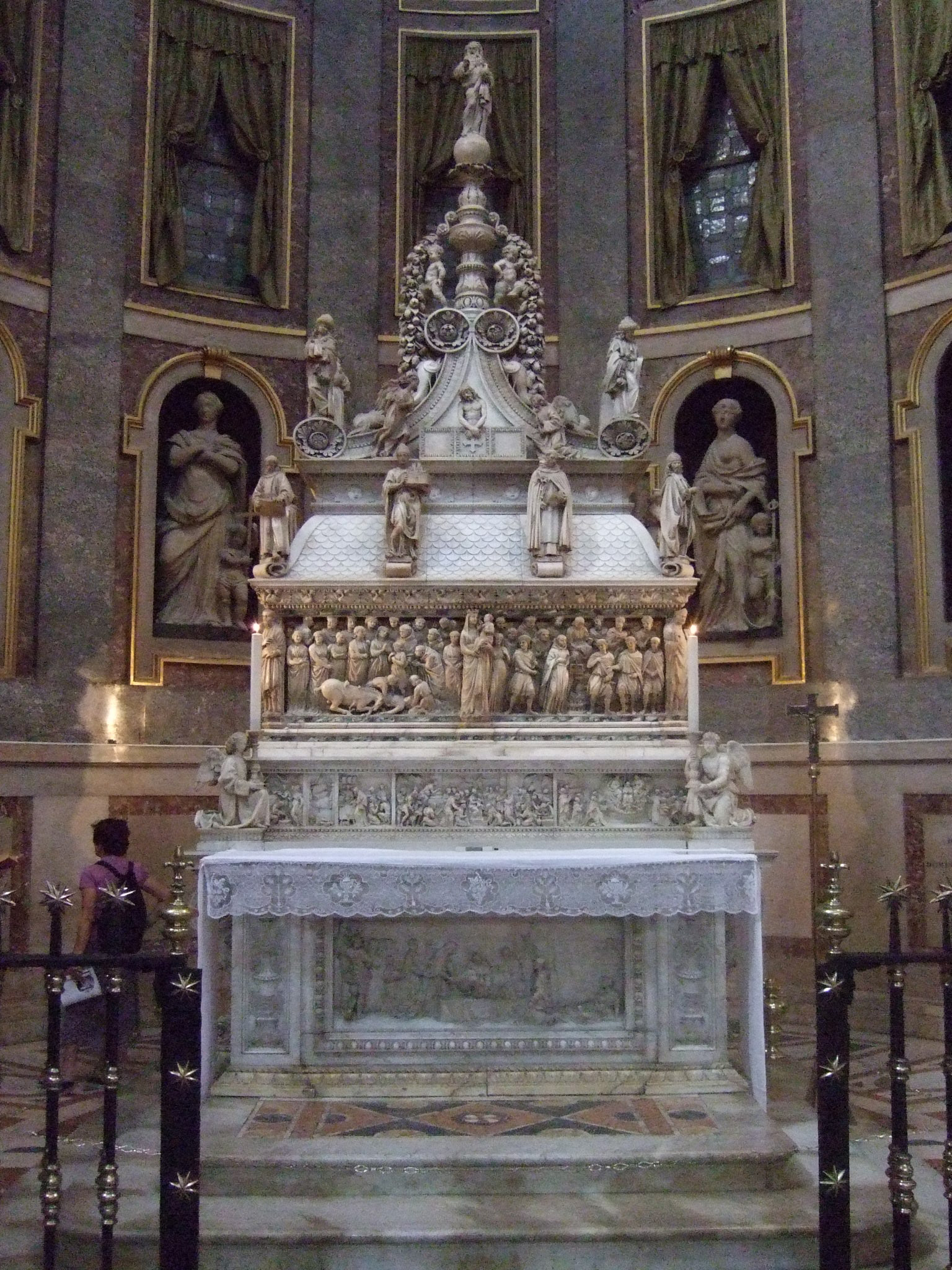
Sarcòfag del sant, amb escultures de diversos artistes, s. XV-XVI
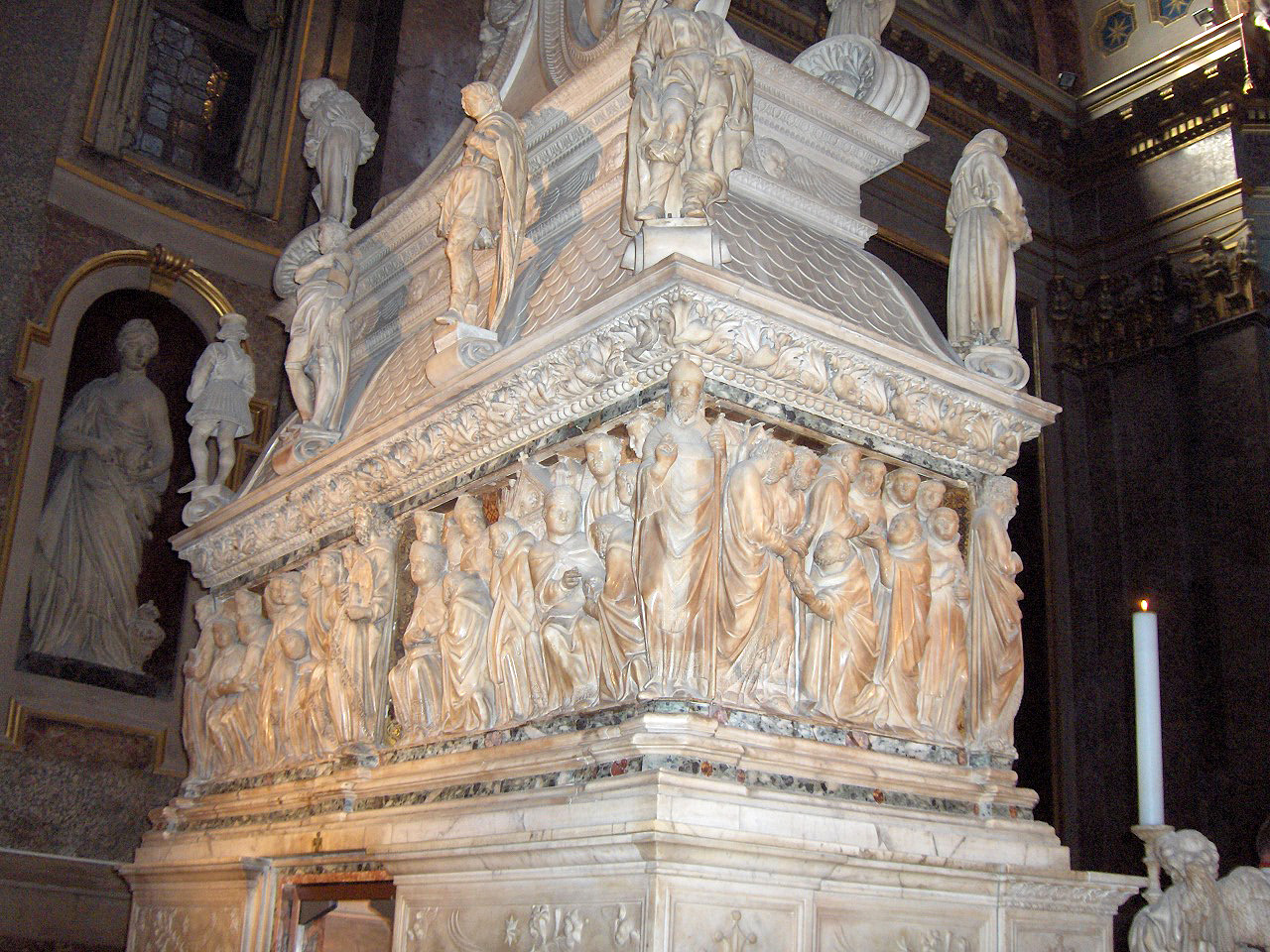
Detall de l'Arca de San Domenico
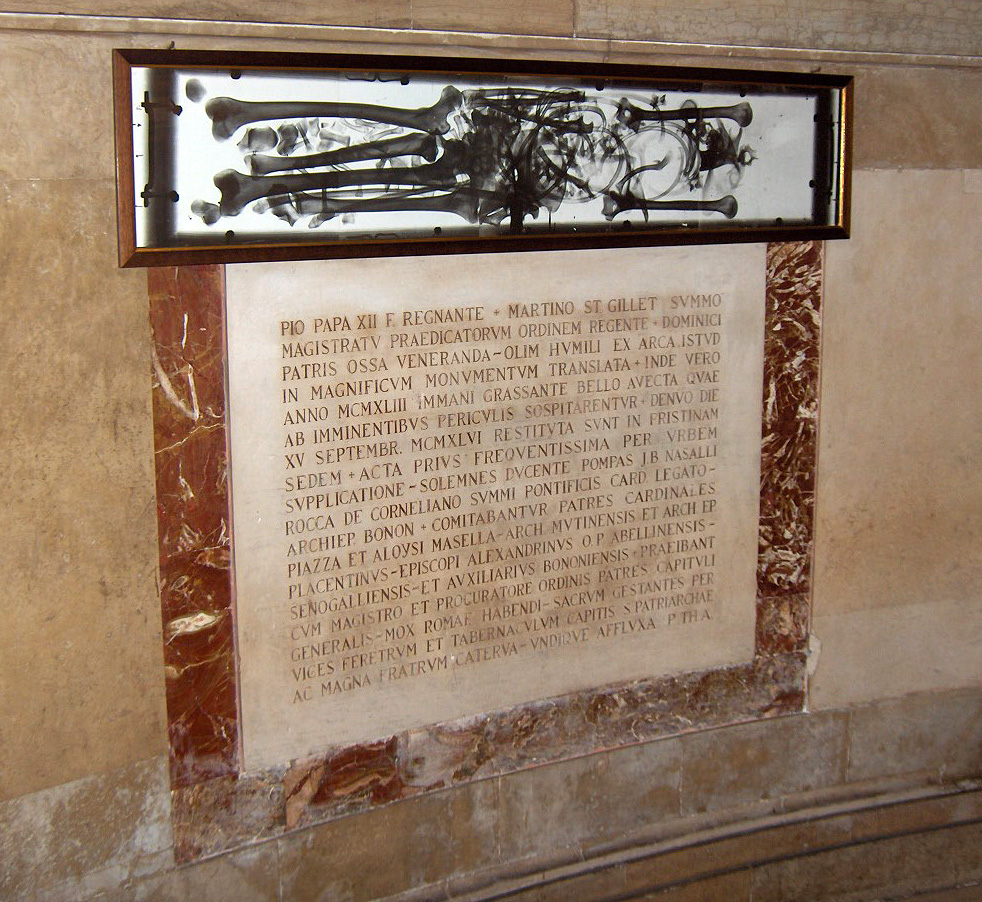
Radiografia de 1946 de les restes del sant conservades al sarcòfag (Capella de l'Arca)

El 1234 el Papa Gregori IX, el canonitzà.

## Representació iconogràfica

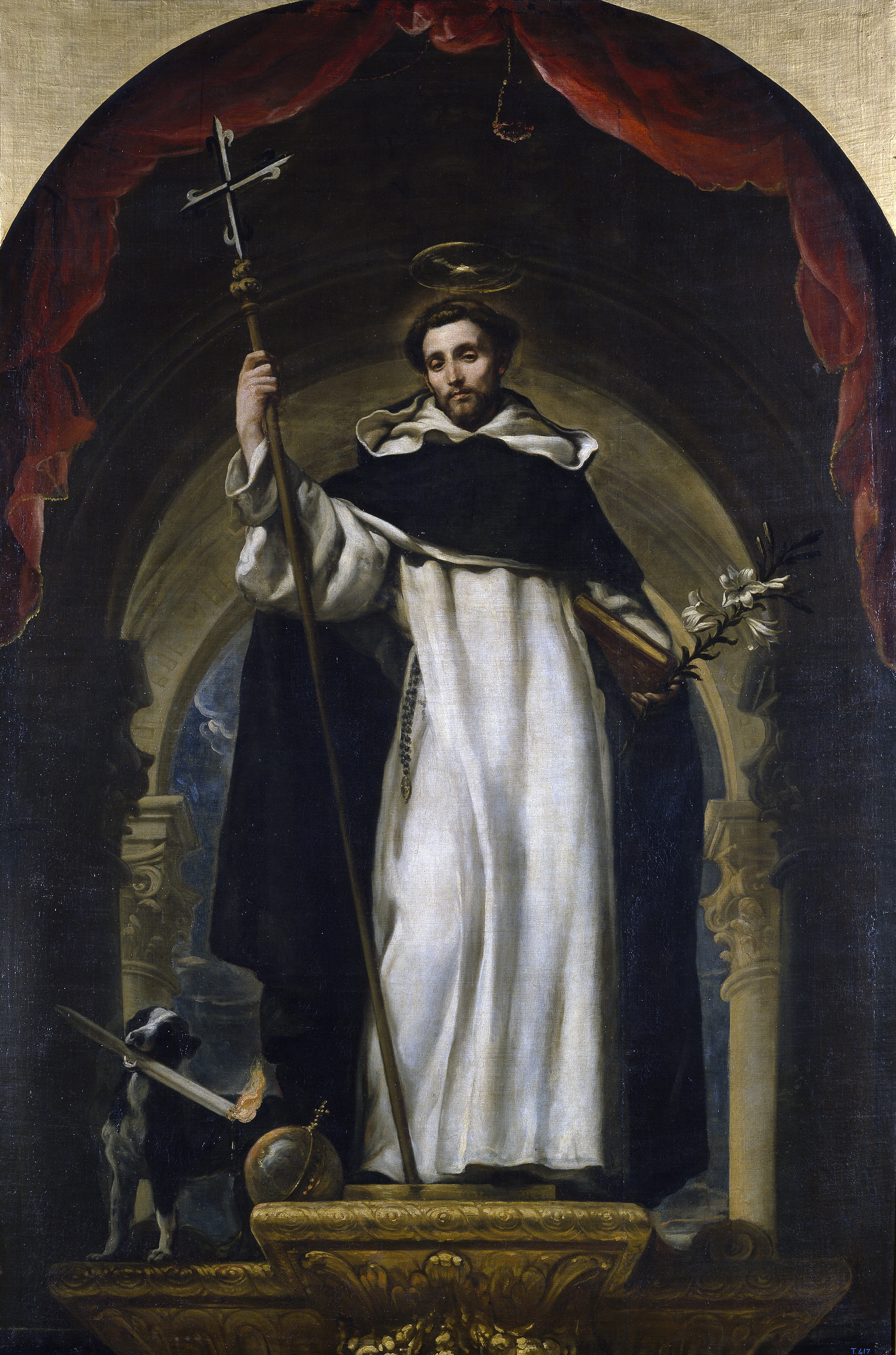
Sant Domènec amb els seus símbols, per Claudio Coello.

Sant Domènec de Guzman té associats diversos elements relacionats amb la seva vida:

### Gos amb torxa
La llegenda (primera hagiografia de Sant Domènec) narra una visió que la seva mare, la beata Joana d'Aza, tingué abans que Sant Domènec nasqués. Somnià que un gosset sortia del seu ventre amb una torxa encesa a la boca. Incapaç de comprendre el significat del seu somni, decidí cercar la intercessió de Sant Domènec de Silos, fundador d'un famós monestir benedictí que hi havia a prop. Feu una peregrinació al monestir per demanar al sant que li expliqués el somni. Allà comprengué que el seu fill encendria el foc de Jesucrist al món mitjançant la predicació. En agraïment, posà Domènec per nom al seu fill, com el sant de Silos. És un nom molt apropiat, atès que Domènec prové del llatí Dominicus, que significa 'del Senyor'. No obstant això, emprant un joc de paraules, hom diu que Dominicanus és un compost de Dominus (Senyor) i canis (gos), significant el 'Gos del Senyor' o el vigilant de la vinya del Senyor.
A la seva carta del 4 de febrer del 1221 a tots els bisbes de l'Església recomanant l'Orde de Sant Domènec, el Papa Honori III digué que Domènec i els seus seguidors havien estat nomenats per a l'evangelització del món sencer. I en una altra carta, aquest cop dirigida a Domènec (18 de gener del 1221), el Papa els anomena pugiles fidei (cavallers de la fe). Això és el que Domènec feu durant tota la seva vida, defensar la fe amb l'exemple de la seva vida i amb la seva predicació incessant contra els heretges del Llenguadoc, al sud de França, i amb el seu desig de ser missioner entre els no-cristians.

### Assutzena
També se'l representa sovint amb unes assutzenes a la mà. L'amor per la puresa de Domènec fou tan perfecte que, al seu llit de mort, en fer una confessió pública davant els seus germans, pogué dir: "Gràcies a Déu, la misericòrdia del qual m'ha conservat en perfecta virginitat fins aquest dia; si desitgeu guardar la castedat, eviteu totes les converses perilloses i vigileu els vostres cors." I llavors, sentí remordiment, digué a frai Ventura, prior de Bolonya: "Pare, temo que he pecat parlant d'aquesta gràcia davant dels germans." La puresa de la seva ànima i el desig que els seus fills l'imitessin el portaren a fer aquesta revelació.

### Estel
Es diu a la mateixa llegenda que durant el baptisme de Domènec se li aparegué un estel al front. Per mitjà de la seva vida i predicació, Domènec fou com un far guiant ànimes cap a Crist. Des dels seus anys d'estudiant a Palència (Espanya), on vengué els seus valuosos llibres per aconseguir diners per ajudar els pobres que patien per la sequera, i on arribà a oferir-se a ser venut com a esclau per redimir cristians captius pels moros, aquella nit, en un viatge a Dinamarca, que passà en conversa amb l'hostaler càtar, atraient-lo per fi un altre cop a la fe vertadera, a la seva etapa al Llenguadoc, on passà els millors anys de la seva vida, la seva ensenyança i predicació, fins a la fundació del seu orde, Sant Domènec fou sempre un estel brillant que atragué ànimes perdudes a Crist.

### El llibre i l'Església
En algunes representacions, Sant Domènec sosté un llibre a la seva mà esquerra. El llibre representa la Bíblia, que era la font de la predicació i espiritualitat de Domènec. Era conegut com el Mestre Domènec pel grau acadèmic que obtingué a la Universitat de Palència. Els seus contemporanis diuen que en els seus viatges per Europa sempre portava amb ell l'Evangeli de Sant Mateu i les Cartes de Sant Pau. Això fa referència a la visió que tingué en una de les seves nits de vetlla. Mentre Domènec orava, els sants Pere i Pau se li aparegueren. Sant Pere portava l'Evangeli, i Pau les seves Cartes, amb aquest missatge: "Vés i predica, perquè has estat cridat per a aquest ministeri." Aquesta revelació li reafirmà la seva vocació de continuar essent un predicador itinerant, no només al sud de França, sinó també a tot el món mitjançant el seu Orde, l'Orde dels Predicadors.
De vegades, sobre el llibre hi ha una església. Aquesta església representa la Basílica Laterana, la Mare Església Universal.
Sant Domènec hagué d'enfrontar-se amb molts obstacles legals perquè el Papa aprovés el seu nou Orde. D'acord amb la llegenda, el Papa Inocenci III, Sant Domènec i Sant Francesc tingueren un somni. Cadascun d'ells veié que la Basílica Laterana estava començant a esfondrar-se, i a dos frares, un en hàbit blanc i l'altre en un hàbit marró, col·locant-se ells mateixos com columnes per evitar el col·lapse total. Domènec es reconegué a si mateix com el frare de l'hàbit blanc; però no sabia qui era l'altre frare. De la mateixa manera, Francesc d'Assís es reconegué a si mateix com el frare de l'hàbit marró, però desconeixia també qui era el de l'hàbit blanc. Per a Inocenci III el somni era un trencaclosques i un misteri. L'endemà, quan Domènec es disposava a veure el Papa sobre l'aprovació del seu Orde, es trobà amb un frare jove vestit amb un hàbit marró. Mirant-se mútuament, cadascun reconegué en l'altre com el company que ajudava a suportar la Basílica Laterana, i s'abraçaren enmig del carrer. Després anaren junts a veure el Papa, i ell comprengué immediatament el significat del seu somni: els ordes d'aquests dos frares serien les columnes que salvarien l'Església de la seva destrucció.

### La creu, l'estendard i el rosari
- La creu de dos braços (creu patriarcal) és un símbol dels fundadors de grans famílies religioses o d'importants comunitats cristianes que han donat origen a moltes d'altres. S'empra per a Sant Domènec perquè ell fou el primer a treure el monjo del monestir a la ciutat, convertint-lo en apòstol: un religiós sense deixar de ser un monjo. D'altres ordes foren fundades immediatament després dels Dominics o gairebé simultàniament, com els Franciscans, i tots seguiren la mateixa pauta. Fou molt de temps després, en el segle xvi, quan aparegueren les congregacions dedicades al treball apostòlic, però sense observances monàstiques.
- L'estendard amb l'emblema dominicà és l'escut d'armes de Sant Domènec. Blanc i negre: puresa i penitència, resurrecció i mort, combinant l'ideal dominicà de mortificació i alegria, renúncia al món i possessió de Crist. El seu lema és Laudare, benedicere, praedicare: Lloar, beneir, predicar.
- Quant al rosari, els medievals consideraren erròniament que fou invenció de Sant Domènec, quan en realitat ja es coneixia des del segle ix; d'altra banda, qui popularitzà el rosari fou el dominic Alà de la Roca (1428-1475).[11] Tanmateix, va ser Domènec qui donà al rosari una finalitat evangelitzadora, i fou l'orde dels dominics el que convertí aquesta devoció inicialment particular en una oració eclesial universal.[11]

### Obres
- Taula de Sant Domènec de Guzmán, segle xiv (MNAC)
- Retaule procedent de l'església de l'Assumpció de Santa Liestra, de finals del segle xv (Museu de Lleida)
- Pintura mural de Fra Angelico
- Imatge de pedra policromada procedent del convent de Sant Domènec de Palma, obra de Joan Antoni Oms 1647. Museu d'Art Sacre de Mallorca
- Sant Domènec de Guzmán, de Claudio Coello, pintura de cap a 1685 (Museu del Prado)[12]
- Sant Domènec rep el rosari de la mà de la Mare de Deu, plafó de rajoles policromades, s. XVIII (Museu del Barroc de Catalunya)